# Bellacoso
«Bellacoso» es un sencillo de los cantantes puertorriqueños Residente y Bad Bunny publicado el 25 de julio de 2019 a través del sello Sony Music Latin. Fue producido por Trooko y Residente. El tema fue publicado tras la participación de ambos artistas en las Protestas de Puerto Rico de 2019 y la renuncia de Ricardo Rosselló.

## Contexto
En el contexto de las propuestas en Puerto Rico, el 17 de julio de 2019 Ile, Bad Bunny y Residente publicaron el tema «Afilando los cuchillos». Dentro de las comunicaciones en sus redes, Residente prometió componer una canción si Ricardo Rosselló renunciaba de su puesto.

## Estilo
El estilo de la canción es reguetón y dembow. Según un video publicado por Residente en su cuenta de Twitter, la música de «Bellacoso» se basó en la interpretación musical de los datos arrojados por electroencefalogramas hechos a ambos artistas. La letra de la canción fue influenciada por los grupos feministas que participaron en las protestas y busca hablar en público sobre el consentimiento y la lucha contra el acoso. La canción representó la vuelta de Residente al reguetón desde su álbum de 2006 Calle 13. La canción incluye un sampler de la canción tradicional finlandesa Ievan Polkka interpretada por el banco de voz Hatsune Miku del software Vocaloid.

## Personal
Según Tidal:
- Composición: Benito Antonio Martínez Ocasio, Freddy Montalvo, Jeffrey Peñalva "Trooko", Jesús Alberto Molina Prato, José Carlos Cruz, Luis Romero, René Pérez, Urbani Mota
- Letras: Benito Antonio Martínez Ocasio, Freddy Montalvo, Jeffrey Peñalva "Trooko", Jesús Alberto Molina Prato, José Carlos Cruz, Luis Romero, René Pérez, Urbani Mota
- Intérpretes asociados: Hatsune Miku, Bad Bunny, Residente
- Masterización: Ted Jensen
- Mezcla: Tom Elmhirst
- Programación: Jeffrey Peñalva "Trooko"
- Grabación: Phil Joly
- Sintetizadores: Jeffrey Peñalva "Trooko"

## Videoclip
El videoclip de la canción fue hecho por Gregory Orhel en calles y playas de San Juan y en  Puerto Rico.

## Certificaciones
| País   | Organismo certificador | Certificación | Ventas certificadas | Ref.  |
| ------ | ---------------------- | ------------- | ------------------- | ----- |
| México | AMPROFON               | Platino + Oro | 90 000              | [ 6 ] |